# Долно Съдиево
Долно Съдиево е село в Южна България. То се намира в община Маджарово, област Хасково.

## География
Село Долно Съдиево се намира в планински район.

## Личности
Родени в Долно Съдиево
- Иван Радинчев (1887 – 1912), революционер, деец на ВМОРО